# Reconquista
|  | Aquest article tracta sobre el municipi argentí. Si cerqueu el procés per mitjà del qual els regnes cristians de la península Ibèrica conqueriren Al-Àndalus, vegeu «Reconquesta». |

Reconquista és una ciutat al nord de la província de Santa Fe, Argentina, a 327 quilòmetres de la capital provincial. És el cap de partit del departament General Obligado, i té 66.187 habitants segons el cens de 2001 INDEC. La ciutat és en un braç del riu Paranà enfront de la ciutat de Goya, Corrientes. Reconquista va ser fundada el 27 d'abril de 1872 com un fort militar, establerta pel coronel Manuel Obligado, en terrenys que havien pertangut la missió jesuïta Reducción San Jerónimo del Rey. Va ser declarada ciutat el 1921.